# Campeonato Carioca de Futebol de 1960
O Campeonato Carioca de Futebol de 1960 foi a 62.ª edição do torneio. Este ano foi a sétima conquista do America, que, a partir de então e até hoje, jamais voltou a conquistar o título de campeão estadual. O campeonato de 1960 foi disputado em pontos corridos com 12 times jogando em turno e returno.
Em 22 partidas o America conquistou 16 vitórias, 5 empates e apenas 1 derrota, esta para o Bangu, que como no campeonato do ano anterior, foi o único clube a vencer os futuros campeões, vitória essa acontecida no Estádio de Moça Bonita.
Foram vendidos 1.445.200 ingressos durante a competição, 67.275 a mais do que no ano anterior.
A final do campeonato pela primeira vez foi transmitida diretamente por três canais de televisão: a TV Tupi, a TV Rio e a TV Continental. A partir desse ano as TVs seriam proibidas pelos clubes de transmitirem diretamente as partidas, eles que viviam em conflito desde 1957, em debates calorosos sobre o prejuízo que os clubes teriam com as transmissões.

## Jogo do título
America 2–1 Fluminense
Data: 18/12/1960 - Local: Estádio do Maracanã - Público: 98.099 pagantes - Renda: Cr$ 3.973.606,00.
Árbitro: Wilson Lopes de Souza
Gols: Primeiro tempo - Fluminense 1 a 0, Pinheiro aos 26'; Final - America 2 a 1, Nilo aos 49' e Jorge aos 78'.
AFC: Ari; Jorge, Djalma Dias, Wilson Santos e Ivan; Amaro e João Carlos; Calazans, Antoninho (Fontoura), Quarentinha e Nilo. Técnico: Jorge Vieira.
FFC: Castilho; Jair Marinho, Pinheiro, Clóvis e Altair; Edmílson e Paulinho (Jair Francisco); Maurinho, Waldo, Telê e Escurinho. Técnico: Zezé Moreira.

## Classificação
| Classificação Final | Classificação Final | Classificação Final | Classificação Final | Classificação Final | Classificação Final | Classificação Final | Classificação Final | Classificação Final | Classificação Final |
| Time | Time                | PG                  | J                   | V                   | E                   | D                   | GP                  | GC                  | SG                  |
| --- | ------------------- | ------------------- | ------------------- | ------------------- | ------------------- | ------------------- | ------------------- | ------------------- | ------------------- |
| 1 | America             | 37                  | 22                  | 16                  | 5                   | 1                   | 39                  | 15                  | 24                  |
| 2 | Fluminense          | 36                  | 22                  | 16                  | 4                   | 2                   | 52                  | 17                  | 35                  |
| 3 | Botafogo            | 35                  | 22                  | 15                  | 5                   | 2                   | 64                  | 24                  | 40                  |
| 4 | Flamengo            | 29                  | 22                  | 12                  | 5                   | 5                   | 42                  | 26                  | 16                  |
| 5 | Vasco               | 28                  | 22                  | 12                  | 4                   | 6                   | 36                  | 19                  | 17                  |
| 6 | Bangu               | 23                  | 22                  | 10                  | 3                   | 9                   | 27                  | 27                  | 0                   |
| 7 | Olaria              | 16                  | 22                  | 5                   | 6                   | 11                  | 25                  | 38                  | -13                 |
| 8 | Canto do Rio        | 14                  | 22                  | 5                   | 4                   | 13                  | 19                  | 48                  | -29                 |
| 9 | Bonsucesso          | 13                  | 22                  | 5                   | 3                   | 14                  | 35                  | 50                  | -15                 |
| 10 | Portuguesa          | 13                  | 22                  | 5                   | 3                   | 14                  | 21                  | 41                  | -20                 |
| 11 | Madureira           | 11                  | 22                  | 3                   | 5                   | 14                  | 20                  | 41                  | -21                 |
| 12 | São Cristóvão       | 9                   | 22                  | 2                   | 5                   | 15                  | 11                  | 45                  | -34                 |
| PG - pontos ganhos; J - jogos; V - vitórias; E - empates; D - derrotas; GP - gols pró; GC - gols contra; SG - saldo de gols |                     |                     |                     |                     |                     |                     |                     |                     |                     |